# Charlottetown
Charlottetown er en by i Canada og er hovedstad i den canadiske provins Prince Edward Island. Byen har 38.809(2021) indbyggere. Hvis man regner det omkringliggende byområde med, når byen op på 58.625 indbyggere, hvilket er noget under provinsens samlede indbyggertal på 135.851.
De første europæiske kolonister, som kom til området, var franske. Personer fra Fortress Louisbourg grundlagde en koloni 1720 ved navn Port La Joye på den sydvestlige del af den nuværende byhavn. Siden blev byen omdøbt og opkaldt efter dronning Charlotte, der var ægtefælle til kong George 3.
- Charlottetown
- Charlottetown er opkaldt efter dronning Charlotte, der var ægtefælle til kong George 3.